# Utbytesstudier
Utbytesstudier omfattar studenter, utbytesstudenter, som ingår i ett internationellt utbytesprogram mellan lärosäten. Ett utbytesprogram är ett avtal som är arrangerat mellan dels en skola (universitet, högskola eller gymnasium) i hemlandet och dels en skola i det främmande landet. På så sätt får ett begränsat antal studenter i moderlandet möjlighet att studera vid det utländska lärosätet, medan det utländska lärosätet parallellt skickar studenter till det första landet. På det viset är studierna för utbytesstudenten kostnadsfria vid det utländska universitetet.